# Isabel dos Santos
Isabel dos Santos, född 20 april 1973 i Baku, Azerbajdzjanska SSR, är äldsta dotter till Angolas tidigare president José Eduardo dos Santos och en angolansk investerare.
Hon anses av Forbes som den rikaste kvinnan i Afrika  och den mäktigaste och rikaste kvinnan i sitt land. År 2013, enligt Forbes, hade hennes nettoförmögenhet nått mer än tre miljarder dollar, vilket gör henne Afrikas första kvinnliga dollarmiljardär. 
Den journalistiska granskningen Luanda Leaks beskriver hur dos Santos byggt upp sin förmögenhet genom korruption och plundring av Angola. Isabel dos Santos flydde utomlands efter att hennes far avgick år 2017, efter 40 år vid makten. Hon har länge levt ett jetsetliv i Europa, där hon och hennes man äger lyxiga fastigheter i flera länder.
2019 meddelade angolanska myndigheter att dos Santos tillgångar i landet frusits. Den 11 januari 2020 meddelades att den angolanska regeringen förbereder en konfiskering av dos Santos tillgångar i Portugal, där dos Santos bor idag.